# Permiso para ser yo
Permiso para ser yo es el primer disco de la cantante vallisoletana Cristina Llorente.
Además de interpretar, compuso junto con Javier Muñoz los once temas que forman el álbum, alguno de ellos también en versión inglesa. El trabajo tiene un marcado estilo moderno, de ritmos que van desde el pop al pop-dance e incluye, además, baladas románticas.

## Producción
El disco está producido por Jana Producciones, y grabado por Pepo Scherman, quien posee tres premios Grammy por su anterior trabajo con Alejandro Sanz. El disco fue distribuido por la compañía multinacional Warner Music.
En su primera semana a la venta, Permiso para ser yo alcanzó el puesto 70 en la lista de ventas de Promusicae, y el 17 en la lista de los discos más vendidos en El Corte Inglés. Además obtuvo el Premio Estrella de la Cámara de Comercio Española en Miami en noviembre de 2008.